# Michele Foderà
Michele Foderà (Agrigento, 30 aprile 1792 – Palermo, 30 agosto 1848) è stato un fisiologo, biologo, scrittore e professore universitario italiano.

## Biografia

### Studi giovanili
Nacque ad Agrigento, nella popolarissima via Atenea, il 30 aprile 1792, da Antonino e Paola Vullo. Studiò medicina e filosofia presso l'Università di Catania e dopo essersi laureato, iniziò ad interessarsi allo studio della fisiologia. Il fratello Filippo, fu un valido avvocato e studioso di diritto penale.

### Soggiorno a Parigi
Attorno al 1820, partì per Parigi, grazie al conseguimento di una borsa di studio, per arricchire la sua preparazione in materia. Qui divenne allievo di François Magendie, il quale lo avvicinò molto al metodo scientifico di ricerca, attraverso raccolta di informazioni e osservazioni. Grazie a ciò confermò la validità della cosiddetta legge di Bell-Magendie, la quale affermava che i rami anteriori delle radici di un nervo spinale contengono solo fibre motorie, mentre le radici posteriori contengono solo fibre sensoriali.
Più tardi, conobbe anche Georges Cuvier e Antoine Portal, che gli offrirono la possibilità di stipulare importanti contratti.

### Esperimenti e scoperte personali
Compì anche alcuni personali esperimenti, sia di fisiologia generale che in campo neurofisiologico, applicandone i risultati di persona. Fra le altre cose, dimostrò come l'apparato circolatorio fosse destinato ad assorbire sostanze liquide e gassose e che nei linfonodi dei bronchi fossero presenti soluzioni fisiologiche iniettate attraverso il sistema circolatorio linfatico. Studiò poi le funzioni del liquido interstiziale e delle cavità seriose, affermando la capacità assorbitiva di queste ultime e scoprendo l'esistenza dei fattori di crescita, quali la caloria ed il galvanismo.

### Trasferimento a Palermo
Nel 1827, avendo ottenuto la cattedra di fisiologia dell'Università di Palermo, si trasferì da Parigi verso la Sicilia. L'anno dopo, appena trentenne, venne nominato membro dell'Institut de France. Durante questo periodo si interessò molto allo studio della filosofia. Nel 1846 pubblicò la sua ultima e più importante opera: Trattato sulle abitudini, ove a luogo discorre la loro forza ed influenza su tutte le azioni della vita per tutte le classi della società. Il libro suscitò forte scalpore tant'è che nel febbraio 1847, le autorità governative lo sequestrarono ritirandolo dal commercio. Egli, provato per quanto accaduto, ritornò in Francia. Qui ebbe nuova linfa, ritornando a lavorare con entusiasmo.
Durante la Rivoluzione siciliana del 1848 ritornò a Palermo, facendosi promotore di alcune iniziative politiche ed entrando nelle file del movimento della democrazia.

### Morte
Morì avvelenato da mano ignota, il 30 agosto 1848. Alla sua memoria è stata intitolata una scuola superiore di Agrigento.

## Opere
- Recherches sur les sympathies et sur autres phenomènes qui sont ordinairement attribués comme exclusifs au système nerveux, Parigi, 1822
- Recherches sur l'organisation et les fonctions du cysticerque pisiforme, ou hydatide des lapins, Parigi, 1823
- Observations d'une myopie de l'oal droit et d'une presbyepié de l'oeil gauche sur le méme individue, Parigi, 1823
- Recherches expérimentales sur l'absorption et exhalation, Parigi, 1824 (Premiata dall'Académie française[6])
- Considerations sur le rapport des contractions musculaires avec la respiration et la circulation, Parigi, 1844
- Trattato sulle abitudini, ove a luogo discorre la loro forza ed influenza su tutte le azioni della vita per tutte le classi della società, Palermo, 1846